# 凱詩物流信託
凱詩物流信託（英語：Cache Logistics Trust，SGX：K2LU）是一家新加坡公司。

## 历史
在2010年，由香港長江實業（集團）有限公司、ARA資產管理有限公司，以及新加坡迅通集團有限公司組成一家房地產信託基金。
主要投资于可带来收入的亚太区物流房地产，以及房地产相关资产的業務，地區包括中國、新加坡、日本、香港等。總部位於6 Temasek Boulevard Suntec Tower Four #16-02 Singapore 038986。總裁為Daniel Cerf，主席為Lim How Teck。
股份在2010年4月12日於新加坡交易所主板上市。招股價為0.88坡元，發行股份為474,108,000股，集資額為417,200,000坡元。

## 連結
- CACHE-REIT.com（页面存档备份，存于）